# Saint-Père-Marc-en-Poulet
Saint-Père-Marc-en-Poulet ( tot november 2018 Saint-Père ) is een gemeente in het Franse departement Ille-et-Vilaine (regio Bretagne). De plaats maakt deel uit van het arrondissement Saint-Malo. Saint-Père-Marc-en-Poulet telde op 1 januari 2022 2.399 inwoners.

## Geografie
De oppervlakte van Saint-Père-Marc-en-Poulet bedroeg op 1 januari 2022 19,74 vierkante kilometer; de bevolkingsdichtheid was toen 121,5 inwoners per km².

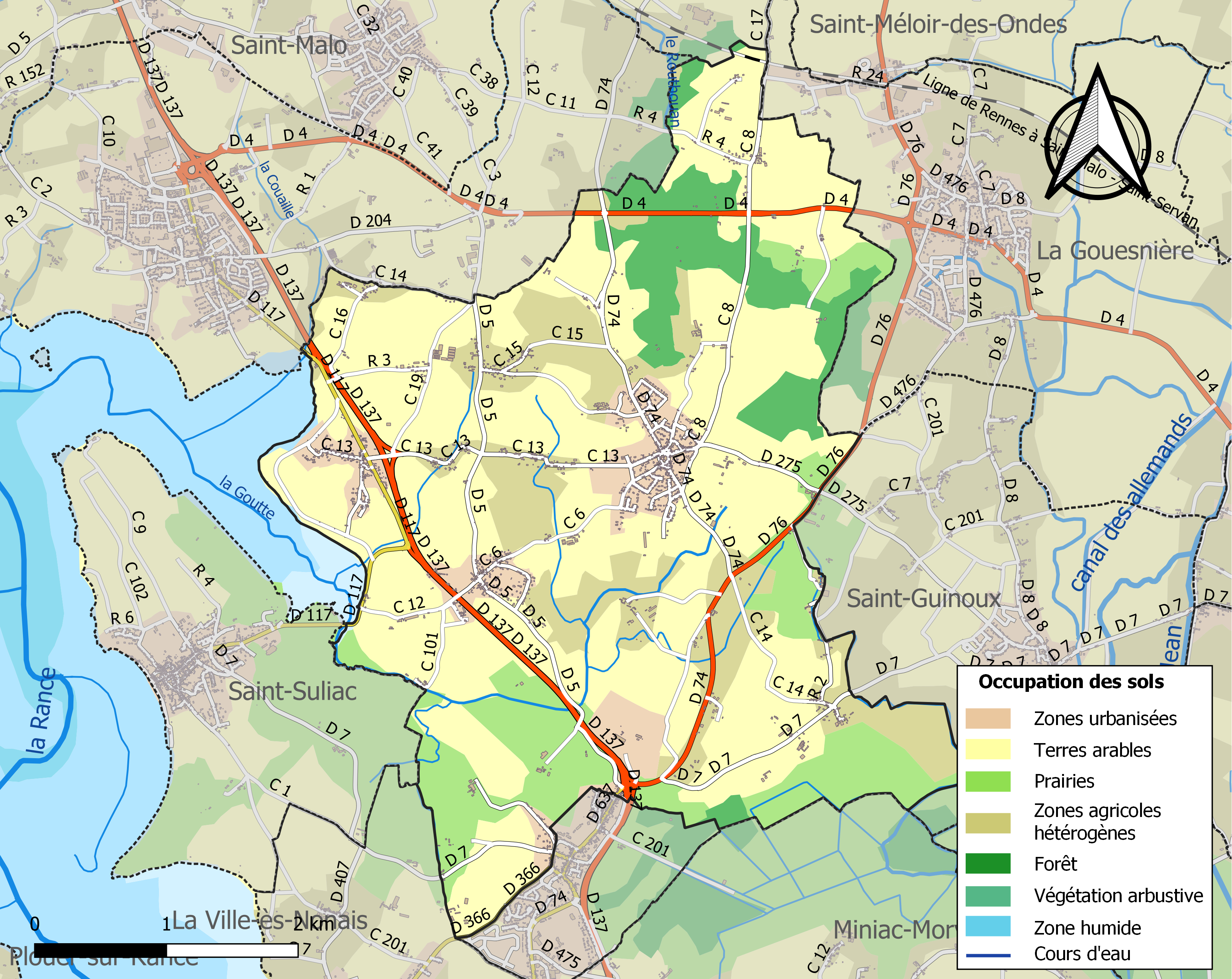
Kaart van de gemeente met belangrijkste infrastructuur, bodemgebruik en omliggende gemeenten

## Demografie
Onderstaande figuur toont het verloop van het inwonertal, bron: INSEE-tellingen. 